# Парк культуры и отдыха имени А. П. Гайдара
Парк культуры и отдыха имени Гайдара — крупный парк в Арзамасе (Россия).

## Описание
Парк расположен между проспектом Ленина, улицами Калинина, Жуковского и Парковой. Красивейший городской парк в самом центре Арзамаса. На территории в тридцать гектар расположена зелёная зона с асфальтированными дорожками, маленький пруд, детская площадка «Маленькая страна», аттракционы, шахматный клуб, мемориальная зона и несколько памятников.
Основная достопримечательность парка — дендрарий, занимающий треть всей территории парка, основанный в 1949 году лесным техникумом с учебно-опытной целью. В отведённой дендрарию зоне произрастают более ста видов деревьев и кустарников, привезённых из Азии, Западной Европы, Австралии и Северной Америки. Дендрологическая флора растёт, цветёт, а многие из экзотических растений и успешно плодоносят.

## История

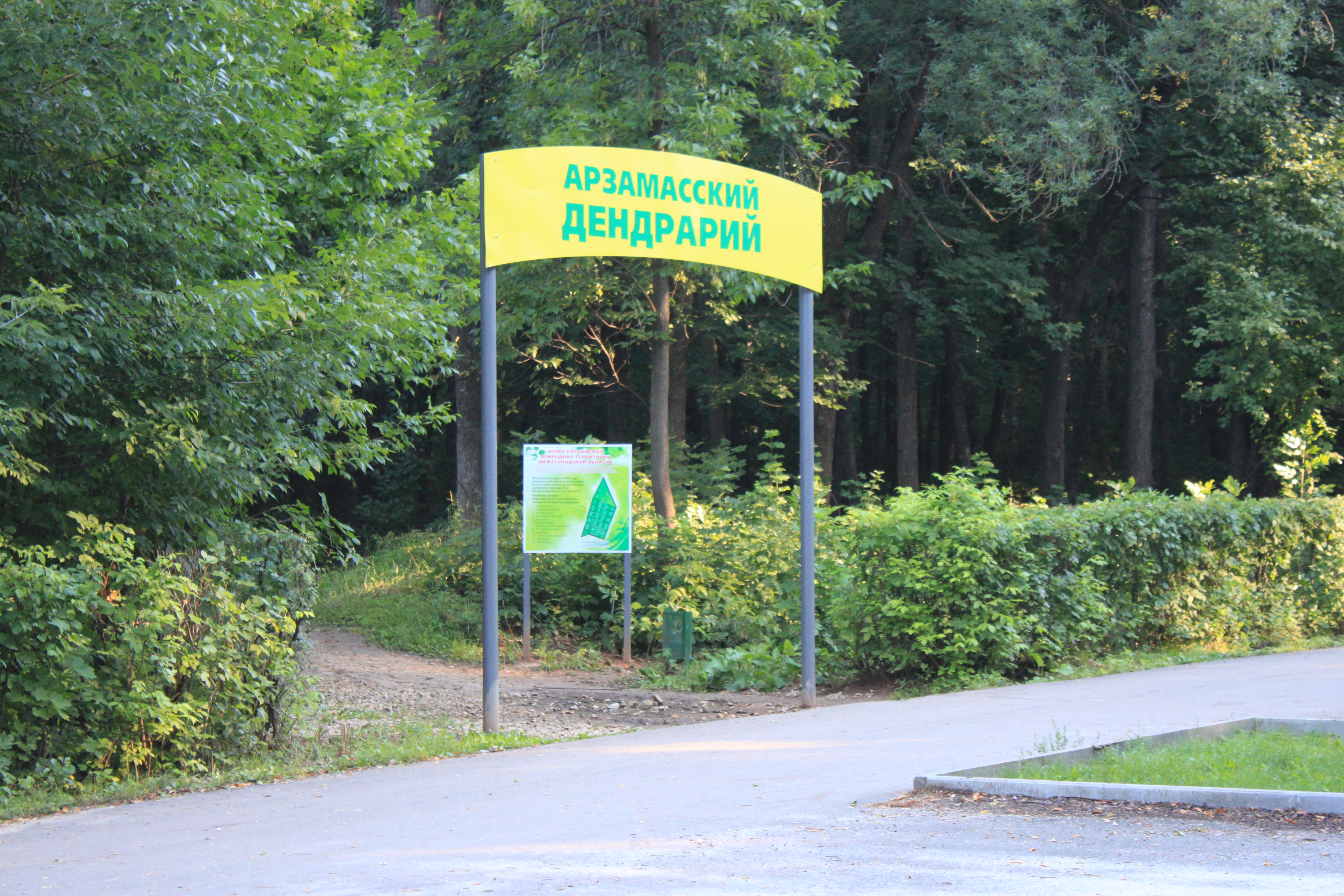
Арзамасский дендрарий

Раньше на территории нынешнего парка располагалось Всехсвятское кладбище, предназначенное для верхней части города, церковь здесь была построена в 1796—1797 годах усердием благочестивого купца Сергея Ивановича Куракина.
Весной 1957 года по распоряжению Горисполкома города Арзамаса была создана новая организация Арзамасский городской Парк культуры и отдыха. Разработкой проекта занимались работники проектного института Г. Власова и А. Бажанова.
14 июня 1959 года состоялся городской праздник песни. Интерес к истории города, творчеству А. П. Гайдара сподвиг назвать парк назвать именем писателя и поставить ему памятник. Торжественное открытие монумента, автором которого был московский скульптор Ю. Стручков, состоялось 19 июня 1960 года. Именно с этого дня парк официально стал носить имя А. П. Гайдара.
Самым посещаемым местом отдыха является территория детской площадки.
На сегодняшний день в парке 21 аттракцион.

## Награды
Парк Арзамаса неоднократно награждался медалями ВДНХ во время смотров-конкурсов лучших парков страны.